# تومان تومانیان
تومان تومانیان (ارمنی: Թուման Թումանյան؛ زاده ۱۸۷۹ – درگذشته ۱۹۰۶) فدایی ارمنی که در جنبش آزادی‌بخش ملی ارمنی شرکت جست.

## زندگی
تومان تومانیان در سال ۱۸۷۹ در شوشی در امپراتوری روسیه به دنیا آمد و تحصیلات ابتدایی خویش را در همان‌جا انجام داد. وی یکی از همکلاسی‌های انقلابی سرشناس، گارگین نژده بود. تومانیان زمانی که شروع به انتشار روزنامه Kokon در شوشی نمود در سرتاسر قره‌باغ شناخته شد. وی در جمع‌آوری نیروهای داوطلبانه در ارمنستان غربی نقش مهمی ایفا نمود. تومانیان در سال ۱۹۰۶ در یک درگیری کشته شد. شاعر آوتیک ایساهاکیان ترانه مشهور "Vorskan Akhper" را به تومانیان تقدیم نموده‌است